# Diocesi di Faro

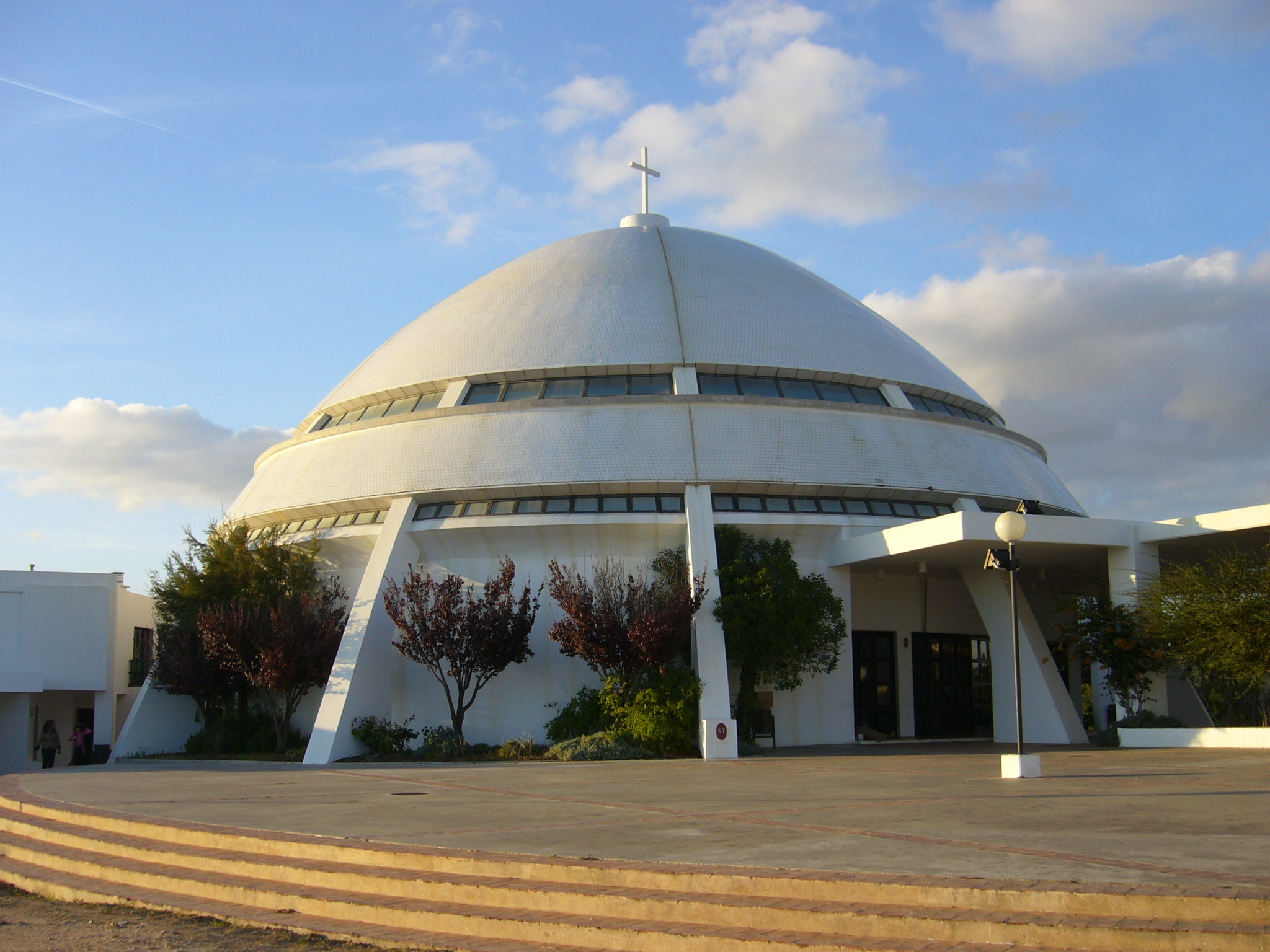
Il santuario di Nossa Senhora da Piedade, a São Sebastião nel comune di Loulé.

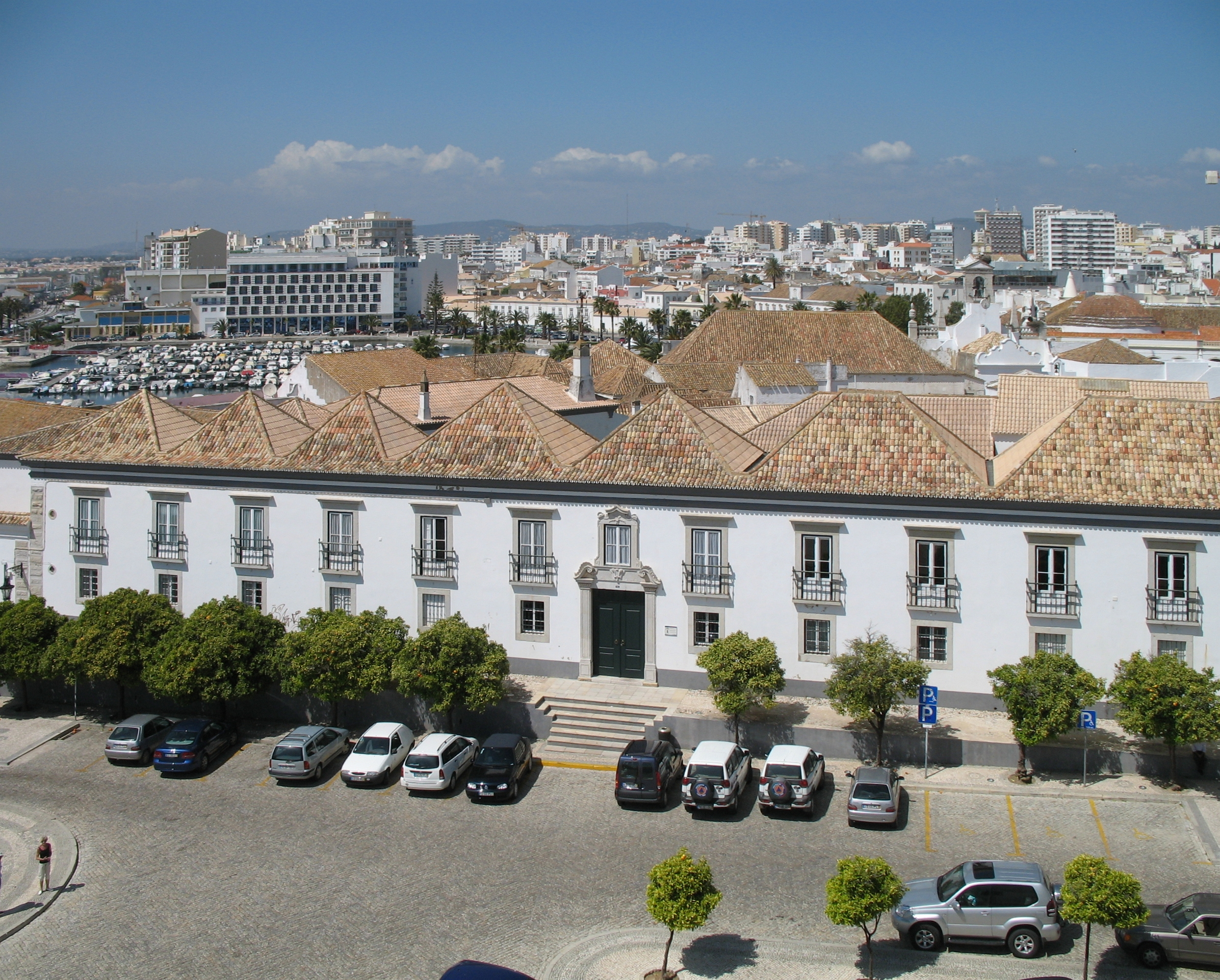
Il palazzo episcopale di Faro.

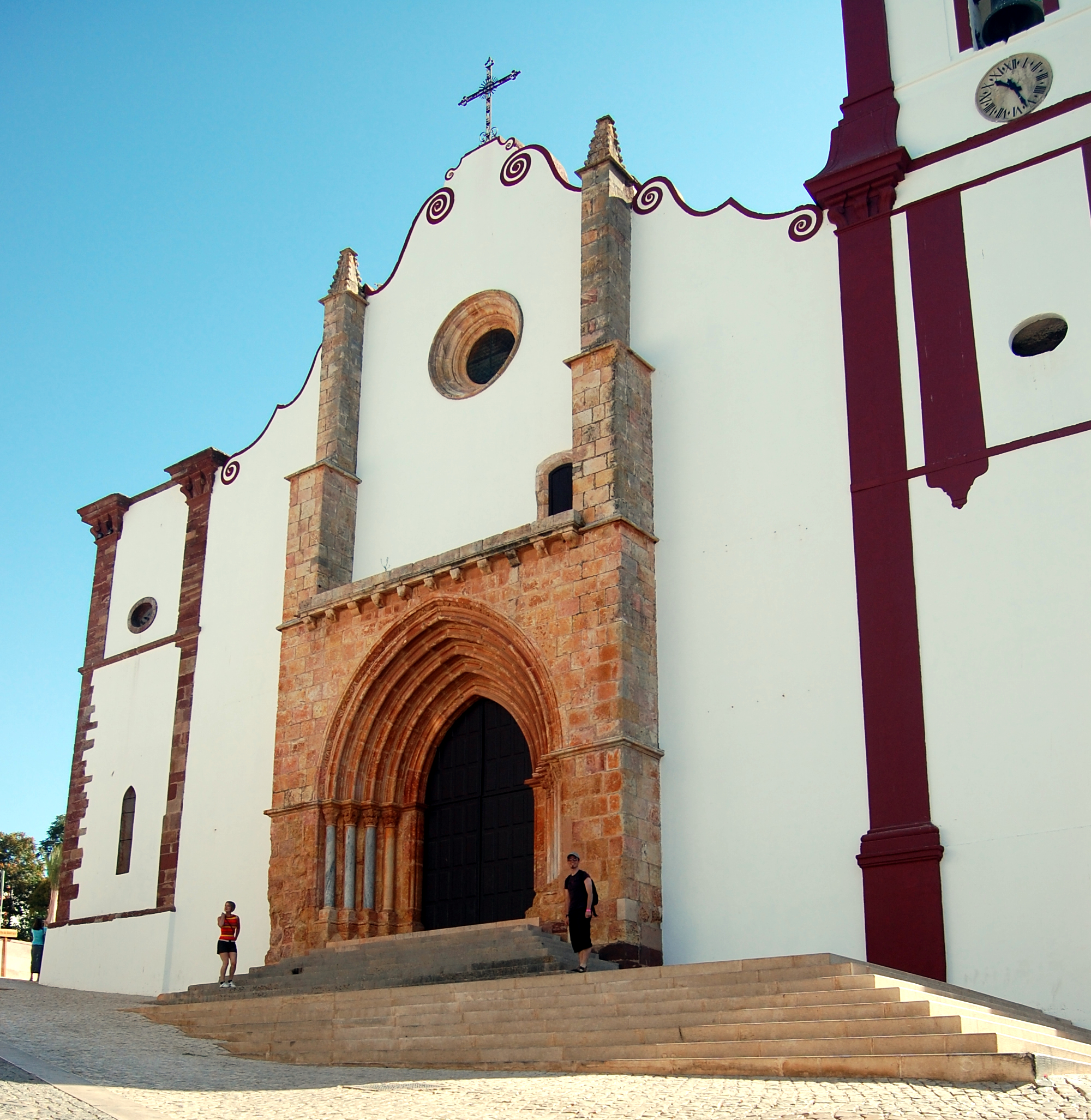
L'antica cattedrale di Silves

La diocesi di Faro (in latino Dioecesis Pharaonensis) è una sede della Chiesa cattolica in Portogallo suffraganea dell'arcidiocesi di Évora. Nel 2021 contava 263.140 battezzati su 438.000 abitanti. È retta dal vescovo Manuel Neto Quintas, S.C.I.

## Territorio
Faro è la diocesi più meridionale del Portogallo continentale e corrisponde, nella sua totalità, alla regione dell'Algarve.
Sede vescovile è la città di Faro, dove si trova la cattedrale di Santa Maria. A Silves si trova l'antica cattedrale di Nostra Signora dell'Assunzione.
Il territorio si estende su 5.071 km² ed è suddiviso in 80 parrocchie.

## Storia
L'attuale diocesi fonda le sue radici nell'antica diocesi di Ossonoba, eretta in epoca romana, i cui primi riscontri storici risalgono al 306, quando il suo vescovo Vicente partecipò al concilio di Elvira. Ossonoba, corrispondente al villaggio di Estoi, a nord dell'odierna Faro, era una ricca città romana, che ebbe altri vescovi fino alla fine del VII secolo. L'invasione degli Arabi nel 711 pose fine alla diocesi, che fino a quel momento era stata suffraganea dell'arcidiocesi di Augusta Emerita, sede metropolitana della provincia romana della Lusitania.
Quando Sancho I del Portogallo, sull'onda della riconquista cristiana della penisola iberica, liberò la città di Silves e altre località della regione dell'Algarve (1188), fu eretta una nuova diocesi, con sede a Silves; primo vescovo fu nominato Nicola. Ma la diocesi ebbe vita breve perché due anni dopo la città e la regione furono riconquistate dagli Arabi.
Nel 1243 il re Alfonso III portò a termine la reconquista dell'Algarve. La diocesi di Silves però fu ristabilita solo nel 1253 dal re di Castiglia Alfonso X, il quale avanzò pretese per il controllo della regione, e in quest'ottica nominò vescovo il domenicano Roberto. Il re del Portogallo, rivendicando la sua giurisdizione sull'Algarve, rifiutò di riconoscere il nuovo vescovo. La disputa fra i due reami ebbe termine nel 1263, e da quel momento la diocesi fece parte a tutti gli effetti del regno del Portogallo, suffraganea dapprima dell'arcidiocesi di Braga, dal 10 novembre 1394 dell'arcidiocesi di Lisbona, e dal 24 settembre 1540 della nuova provincia ecclesiastica dell'arcidiocesi di Évora. Mentre l'antica diocesi di Ossonoba adottava il rito mozarabico, dal XII secolo si impose il rito romano proveniente dal nord del Portogallo.
Su richiesta del vescovo Manuel de Sousa, e con il consenso del re Giovanni III, papa Paolo III autorizzò il trasferimento della sede episcopale da Silves a Faro il 20 ottobre 1539 con la bolla Sacrosancta Romana Ecclesia. Silves infatti era oramai ridotta ad un piccolo villaggio, spesso insalubre durante i periodi più caldi dell'anno. Tuttavia le disposizioni del papa trovarono delle forti opposizioni che ritardarono l'applicazione delle normative contenute nella bolla; solo il 30 marzo 1577 il vescovo Jerónimo Osório con il suo capitolo poté trasferirsi a Faro e prendere possesso della nuova cattedrale. Da questo momento la diocesi assunse il nome attuale.
Nel 1773 il vescovo Lourenço de Santa Maria, sotto la pressione del potente marchese di Pombal, dette le dimissioni, per permettere la divisione della diocesi in due, con sedi a Faro e a Villa Nova de Portimão, con l'approvazione del re Giuseppe I, che nominò per Faro il canonico João Teixeira de Carvalho e per Villa Nova de Portimão il canonico di Guarda Manuel Tavares Coutinho. Mentre la corte attendeva la conferma papale per l'erezione di questa nuova diocesi, il re morì e anche il ministro Pombal perse il suo potere; le decisioni prese, revocate dalla regina Maria I, non ebbero perciò alcun effetto e il vescovo Lourenço de Santa Maria, le cui dimissioni non furono mai accolte dalla Santa Sede, poté riprendere possesso della sua diocesi.
La riforma degli studi ecclesiastici fu piuttosto tardiva. Solo verso la fine del Settecento il vescovo André Teixeira Palha istituì delle cattedre di teologia dogmatica, di diritto canonico, di storia ecclesiastica e di teologia morale, alle cui lezioni, tenute pubblicamente, erano obbligati a partecipare tutti i preti che non avessero ancora sessant'anni. La riforma degli studi fu continuata dal suo successore, il vescovo José Maria de Melo, che pose le fondamenta del seminario diocesano, ultimato durante l'episcopato di Francisco Gomes de Avelar († 1816).
Nel corso dell'Ottocento, a causa degli attriti tra il patronato regio portoghese e la Santa Sede, la diocesi visse lunghi momenti di sede vacante.
A seguito della bolla Gravissimum Christi di papa Leone XIII del 30 settembre 1881, con la quale furono riviste e riorganizzate le diocesi portoghesi, la diocesi di Faro assunse la fisionomia territoriale che conserva tutt'oggi: all'epoca la giurisdizione si estendeva su 66 parrocchie con 205.901 fedeli.

## Cronotassi dei vescovi
Si omettono i periodi di sede vacante non superiori ai 2 anni o non storicamente accertati.

### Vescovi di Ossonoba
- Vicente † (menzionato nel 306)
- Itácio Claro † (prima del 379 - dopo il 387)
- Pedro † (menzionato nel 589)
- Saturnino † (menzionato nel 653)
- Exarno † (menzionato nel 666)
- Belito † (menzionato nel 683)
- Agrípio † (prima del 688 - dopo il 693)
  - Sede soppressa

### Vescovi di Silves
- Nicolau † (1188 - 1191)
  - Sede vacante (1191-1253)
- Roberto, O.P. † (prima del 28 agosto 1253 - 1260 deceduto)
- Garcia † (prima dell'8 aprile 1261 - dopo maggio 1267)
- Bartolomeu, O.Cist. † (4 luglio 1268 - dopo il 1288)
- Domingos Soares, O.P. † (27 maggio 1292 - 1297 deceduto)
- João Soares Alão † (12 novembre 1299 - 12 luglio 1313 nominato vescovo di León)
- Afonso Anes † (9 ottobre 1313 - 1320/1321 deceduto)
- Pedro I † (31 luglio 1321 - 9 giugno 1333 nominato vescovo di Astorga)
- Alvaro Pelagio, O.F.M. † (9 giugno 1333 - ? espulso)
- Vasco † (18 febbraio 1350 - ? deceduto)
- João II † (5 novembre 1365 - 9 febbraio 1373 nominato vescovo di Porto)
- Martinho de Zamora † (9 febbraio 1373 - 7 febbraio 1379 nominato vescovo di Lisbona)
- Pedro II † (7 febbraio 1379 - ?)
- Paio de Meira † (1383 - dopo il 5 dicembre 1386)
- João Afonso Esteves de Azambuja † (11 maggio 1389 - 15 febbraio 1391 nominato vescovo di Porto)
- Martinho Gil † (15 febbraio 1391 - 6 febbraio 1404 nominato vescovo di Évora)
- João Afonso Aranha † (6 febbraio 1404 - 3 febbraio 1407 nominato vescovo di Porto)
- Martinho Gil † (1407 - 1409 deceduto) (per la seconda volta)
- Fernando da Guerra † (2 luglio 1409 - 18 giugno 1414 nominato vescovo di Porto)
- João Álvaro † (18 giugno 1414 - 1418 deceduto)
- Garcia de Menezes † (15 luglio 1418 - 25 giugno 1421 nominato vescovo di Lamego)
- Álvaro de Abreu † (25 giugno 1421 - 11 febbraio 1429 nominato vescovo di Évora)
- Rodrigo Lourenço † (12 marzo 1429 - 1440 deceduto)
- Rodrigo Dias o Diogo † (22 maggio 1441 - ? deceduto)
- Luís Pires † (26 gennaio 1450 - 24 agosto 1453 nominato vescovo di Porto)
- Álvaro Afonso † (24 agosto 1453 - 8 febbraio 1468 nominato vescovo di Évora)
- João de Melo † (8 febbraio 1468 - 5 settembre 1481 nominato arcivescovo di Braga)
- Jorge da Costa † (5 settembre 1481 - 1486 nominato arcivescovo di Braga)
- João Camelo Madureira † (27 gennaio 1486 - 24 gennaio 1502 nominato vescovo di Lamego)
- Fernando Coutinho † (24 gennaio 1502 - 1536 deceduto)
- Manuel de Sousa † (23 settembre 1538 - 22 marzo 1545 nominato arcivescovo di Braga)
  - Sede vacante (1545-1549)
- João de Melo † (13 marzo 1549 - 21 giugno 1564 nominato arcivescovo di Évora)

### Vescovi di Faro
- Jerónimo Osório † (21 giugno 1564 - 20 agosto 1580 deceduto)[4]
- Afonso de Castelo-Branco † (5 giugno 1581 - 3 giugno 1585 nominato vescovo di Coimbra)
- Jerónimo Barreto † (3 giugno 1585 - 1589 deceduto)
- Francisco Cano † (30 agosto 1589 - 1593 deceduto)
- Fernando Martins de Mascarenhas † (22 agosto 1594 - 4 luglio 1616 dimesso)
- João Coutinho † (20 novembre 1617 - 14 giugno 1627 nominato vescovo di Lamego)
- Francisco de Menezes † (5 luglio 1627 - maggio 1633 deceduto)
- Francisco Barreto I † (9 giugno 1636 - 4 novembre 1649 deceduto)
  - Sede vacante (1649-1671)
- Francisco Barreto II † (19 gennaio 1671 - agosto 1679 deceduto)
- José de Menezes † (1º aprile 1680 - 14 maggio 1685 nominato vescovo di Lamego)
- Simão da Gama † (4 giugno 1685 - 1º ottobre 1703 nominato arcivescovo di Évora)
- António Pereira da Silva † (15 settembre 1704 - 17 aprile 1715 deceduto)
- José Pereira de Lacerda † (8 giugno 1716 - 28 settembre 1738 deceduto)
- Inácio de Santa Teresa, O.S.A. † (19 dicembre 1740 - 15 aprile 1751 deceduto)
- Lourenço de Santa Maria, O.F.M. † (15 maggio 1752 - 5 dicembre 1783 deceduto)
- André Teixeira Palha † (5 dicembre 1783 succeduto - 19 novembre 1786 deceduto)
- José Maria de Melo † (23 aprile 1787 - 30 marzo 1789 dimesso)
- Francisco Gomes de Avelar, C.O. † (30 marzo 1789 - 15 dicembre 1816 deceduto)
  - Sede vacante (1816-1819)
- Joaquim de Sant'Ana Carvalho † (17 dicembre 1819 - 23 novembre 1823 dimesso)
- Inocêncio António das Neves Portugal, O.Carm. † (24 novembre 1823 - 30 marzo 1824 deceduto)
- Bernardo Antônio de Figueiredo † (20 dicembre 1824 - 8 aprile 1838 deceduto)
  - Sede vacante (1838-1844)
- António Bernardo da Fonseca Moniz † (22 gennaio 1844 - 23 giugno 1854 nominato vescovo di Porto)
- Carlos Cristóvão Genuês Pereira † (28 settembre 1855 - 27 aprile 1863 deceduto)
- Inácio do Nascimento Morais Cardoso † (28 settembre 1863 - 25 aprile 1871 nominato patriarca di Lisbona)
  - Sede vacante (1871-1884)
- António Mendes Bello † (13 novembre 1884 - 19 dicembre 1907 nominato patriarca di Lisbona)
- António Barbosa Leão † (19 dicembre 1907 - 16 luglio 1919 nominato vescovo di Porto)
- Marcellino António Maria Franco † (15 maggio 1920 - 3 dicembre 1955 deceduto)
- Francisco Rendeiro, O.P. † (3 dicembre 1955 succeduto - 15 luglio 1965 dimesso)
- Júlio Tavares Rebimbas † (27 settembre 1965 - 1º luglio 1972 dimesso)
- Florentino de Andrade e Silva † (1º luglio 1972 - 4 aprile 1977 dimesso)
- Ernesto Gonçalves Costa, O.F.M. † (4 aprile 1977 - 21 aprile 1988 dimesso)
- Manuel Madureira Dias (21 aprile 1988 - 22 aprile 2004 dimesso)
- Manuel Neto Quintas, S.C.I., dal 22 aprile 2004

## Statistiche
La diocesi nel 2021 su una popolazione di 438.000 persone contava 263.140 battezzati, corrispondenti al 60,1% del totale.
| anno | popolazione | popolazione | popolazione | presbiteri | presbiteri | presbiteri | presbiteri                | diaconi | religiosi | religiosi | parrocchie |
| anno | battezzati  | totale      | %           | numero     | secolari   | regolari   | battezzati per presbitero | diaconi | uomini    | donne     | parrocchie |
| ---- | ----------- | ----------- | ----------- | ---------- | ---------- | ---------- | ------------------------- | ------- | --------- | --------- | ---------- |
| 1950 | 303.747     | 317.628     | 95,6        | 66         | 66         |            | 4.602                     |         |           | 21        | 67         |
| 1970 | 310.950     | 314.841     | 98,8        | 84         | 76         | 8          | 3.701                     |         | 9         | 46        | 71         |
| 1980 | 287.500     | 315.000     | 91,3        | 79         | 64         | 15         | 3.639                     |         | 17        | 51        | 71         |
| 1990 | 378.000     | 420.000     | 90,0        | 67         | 58         | 9          | 5.641                     |         | 12        | 75        | 73         |
| 1999 | 325.000     | 366.329     | 88,7        | 64         | 47         | 17         | 5.078                     |         | 20        | 102       | 76         |
| 2000 | 330.000     | 366.329     | 90,1        | 71         | 55         | 16         | 4.647                     |         | 18        | 93        | 76         |
| 2001 | 330.000     | 366.329     | 90,1        | 70         | 54         | 16         | 4.714                     | 7       | 18        | 91        | 77         |
| 2002 | 340.000     | 391.819     | 86,8        | 64         | 49         | 15         | 5.312                     | 7       | 17        | 91        | 77         |
| 2003 | 340.000     | 391.819     | 86,8        | 62         | 47         | 15         | 5.483                     | 7       | 17        | 89        | 77         |
| 2004 | 340.000     | 391.819     | 86,8        | 60         | 44         | 16         | 5.666                     | 7       | 18        | 88        | 78         |
| 2006 | 350.000     | 400.000     | 87,5        | 63         | 45         | 18         | 5.555                     | 6       | 20        | 92        | 78         |
| 2013 | 270.000     | 451.006     | 59,9        | 60         | 44         | 16         | 4.500                     | 6       | 17        | 90        | 80         |
| 2016 | 267.700     | 445.700     | 60,1        | 62         | 43         | 19         | 4.317                     | 6       | 19        | 53        | 80         |
| 2019 | 266.000     | 442.800     | 60,1        | 61         | 41         | 20         | 4.360                     | 6       | 20        | 54        | 80         |
| 2021 | 263.140     | 438.000     | 60,1        | 56         | 39         | 17         | 4.698                     | 9       | 17        | 42        | 80         |